# Jupânești (okręg Mehedinți)
Jupânești – wieś w Rumunii, w okręgu Mehedinți, w gminie Cireșu. W 2011 roku liczyła 64 mieszkańców.